# Pugey
Pugey és un municipi francès situat al departament del Doubs i a la regió de Borgonya - Franc Comtat. L'any 2007 tenia 743 habitants.

## Demografia

### Població
El 2007 la població de fet de Pugey era de 743 persones. Hi havia 277 famílies de les quals 56 eren unipersonals (32 homes vivint sols i 24 dones vivint soles), 96 parelles sense fills, 109 parelles amb fills i 16 famílies monoparentals amb fills.
La població ha evolucionat segons el següent gràfic:
Habitants censats

### Habitatges
El 2007 hi havia 294 habitatges, 282 eren l'habitatge principal de la família, 3 eren segones residències i 8 estaven desocupats. 230 eren cases i 62 eren apartaments. Dels 282 habitatges principals, 218 estaven ocupats pels seus propietaris, 62 estaven llogats i ocupats pels llogaters i 2 estaven cedits a títol gratuït; 2 tenien una cambra, 28 en tenien dues, 36 en tenien tres, 68 en tenien quatre i 148 en tenien cinc o més. 251 habitatges disposaven pel capbaix d'una plaça de pàrquing. A 133 habitatges hi havia un automòbil i a 141 n'hi havia dos o més.

### Piràmide de població
La piràmide de població per edats i sexe el 2009 era:
| Homes | Edats   | Dones |
| ----- | ------- | ----- |
| 0     | 95 o +  | 0     |
| 0     | 90 a 94 | 0     |
| 0     | 85 a 89 | 8     |
| 4     | 80 a 84 | 4     |
| 4     | 75 a 79 | 8     |
| 8     | 70 a 74 | 4     |
| 12    | 65 a 69 | 16    |
| 20    | 60 a 64 | 24    |
| 24    | 55 a 59 | 20    |
| 20    | 50 a 54 | 36    |
| 40    | 45 a 49 | 20    |
| 8     | 40 a 44 | 16    |
| 32    | 35 a 39 | 28    |
| 32    | 30 a 34 | 32    |
| 28    | 25 a 29 | 24    |
| 20    | 20 a 24 | 20    |
| 36    | 15 a 19 | 24    |
| 8     | 10 a 14 | 32    |
| 28    | 5 a 9   | 20    |
| 4     | 0 a 4   | 28    |

## Economia
El 2007 la població en edat de treballar era de 460 persones, 377 eren actives i 83 eren inactives. De les 377 persones actives 356 estaven ocupades (183 homes i 173 dones) i 21 estaven aturades (9 homes i 12 dones). De les 83 persones inactives 32 estaven jubilades, 40 estaven estudiant i 11 estaven classificades com a «altres inactius».

### Ingressos
El 2009 a Pugey hi havia 284 unitats fiscals que integraven 757 persones, la mediana anual d'ingressos fiscals per persona era de 19.591 €.

### Activitats econòmiques
Dels 26 establiments que hi havia el 2007, 2 eren d'empreses extractives, 1 d'una empresa de fabricació d'altres productes industrials, 6 d'empreses de construcció, 4 d'empreses de comerç i reparació d'automòbils, 1 d'una empresa de transport, 2 d'empreses d'hostatgeria i restauració, 1 d'una empresa financera, 7 d'empreses de serveis i 2 d'empreses classificades com a «altres activitats de serveis».
Dels 6 establiments de servei als particulars que hi havia el 2009, 1 era un guixaire pintor, 2 fusteries, 1 electricista, 1 perruqueria i 1 restaurant.
L'any 2000 a Pugey hi havia 7 explotacions agrícoles.

## Equipaments sanitaris i escolars
El 2009 hi havia una escola elemental integrada dins d'un grup escolar amb les comunes properes formant una escola dispersa.

## Poblacions més properes
El següent diagrama mostra les poblacions més properes.